# Kurttila (Espoo)
Kurttila est un quartier de la ville d'Espoo en Finlande.

## Description
Kurttila compte 1 905 habitants (31.12.2016).
Ses voisins sont Espoonkartano, Kauklahti, Saunalahti et Vanttila. 